# Zentralblatt MATH
Zentralblatt MATH (in tedesco: "giornale centrale della matematica") è un servizio che fornisce recensioni e sommari ("reviews") di articoli di matematica pura e applicata pubblicato da Springer Science+Business Media. Si tratta di uno dei maggiori servizi di "reviewing" che copre l'intera area della matematica. Per organizzare secondo contenuti le reviews fa uso delle categorie dello schema di classificazione Mathematics Subject Classification e dei relativi codici.
Il servizio di "abstracting" di Zentralblatt MATH fornisce brevi indicazioni sugli articoli di periodici, sugli atti delle conferenze, sui libri e sulle altre pubblicazioni di recente pubblicazione concernenti la matematica, le sue applicazioni e le aree correlate. Le reviews sono quasi tutte in inglese, con l'uso occasionale in tedesco e francese. I recensori sono volontari invitati dagli editors sulla base dei loro lavori pubblicati o dietro raccommandazione dei recensori già attivi.
Il servizio è stato fondato nel 1931 da Otto Neugebauer con il titolo Zentralblatt für Mathematik und ihre Grenzgebiete.  La veicolazione su supporto elettronico è stata introdotta sotto il nome INKA-MATH (acronimo di Information System Karlsruhe-Database on Mathematics) fino almeno dal 1980. Questo termine è stato successivamente abbreviato in Zentralblatt MATH. Attualmente Zentralblatt MATH è fornito sia sul Web che in forma a stampa. Il servizio copre più di 2,300 periodici e collane da tutto il mondo, oltre a libri e atti di conferenze. Zentralblatt MATH ora è pubblicato dalla European Mathematical Society, FIZ Karlsruhe e dalla Heidelberg Academy of Sciences.
Il database della Zentralblatt possiede anche circa 200.000 voci della pubblicazione simile precedente Jahrbuch über die Fortschritte der Mathematik (JFM) 1868-1942, aggiunta nel 2003.
L'accesso è a sottoscrizione, ma i primi tre risultati di ciascuna ricerca sono consultabili gratuitamente (senza limiti al numero di ricerche svolte).

## Storia
Alla fine degli anni '30 la Zentralblatt MATH cominciò a respingere alcuni scrittori ebrei e un numero di scrittori inglesi e americani si dimisero per protesta. Alcuni di loro aiutarono nella creazione della pubblicazione "The Mathematical Reviews" oggi sua rivale.